# Thiểu phát

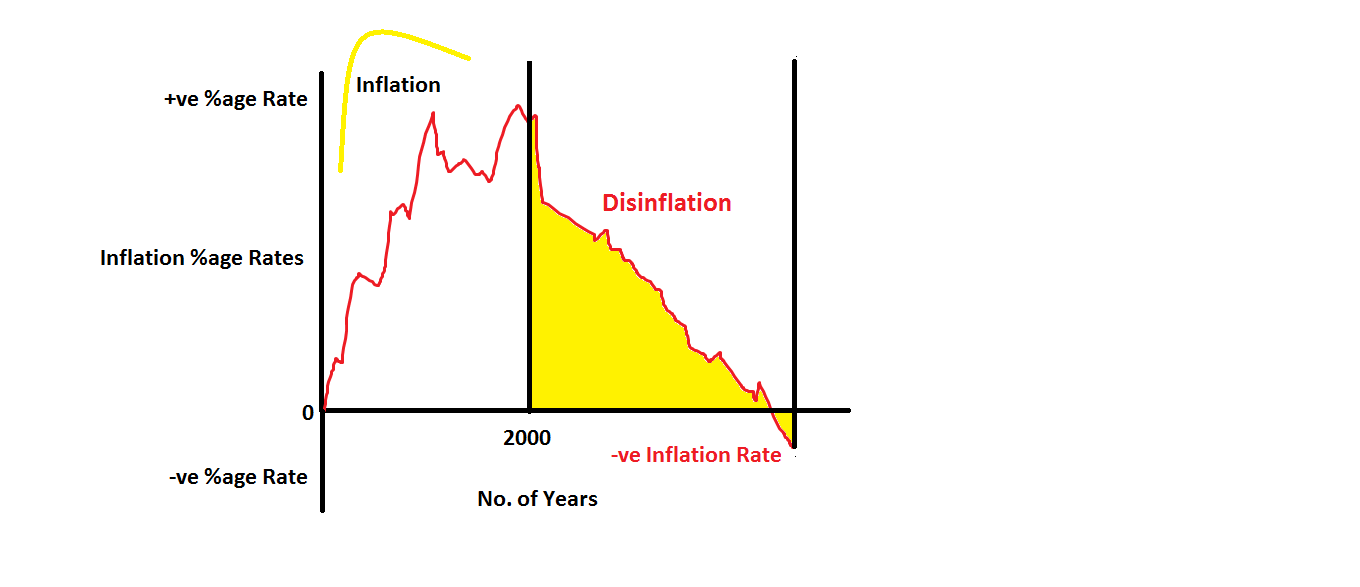

Thiểu phát trong kinh tế học là lạm phát ở tỷ lệ rất thấp. Đây là một vấn nạn trong quản lý kinh tế vĩ mô. Ở Việt Nam, nhiều người thường nhầm lẫn thiểu phát với giảm phát.
Không có tiêu chí chính xác tỷ lệ lạm phát bao nhiêu phần trăm một năm trở xuống thì được coi là thiểu phát. Một số tài liệu kinh tế học cho rằng tỷ lệ lạm phát ở mức 3-4 phần trăm một năm trở xuống được gọi là thiểu phát. Tuy nhiên, ở những nước mà cơ quan quản lý tiền tệ (ngân hàng trung ương) rất không ưa lạm phát như Đức và Nhật Bản, thì tỷ lệ lạm phát 3-4 phần trăm một năm được cho là hoàn toàn trung bình, chứ chưa phải thấp đến mức được coi là thiểu phát. Ở Việt Nam thời kỳ 2002-2003, tỷ lệ lạm phát ở mức 3-4 phần trăm một năm, nhưng nhiều nhà kinh tế học Việt Nam cho rằng đây là thiểu phát.

## Biểu hiện
Có những đặc trưng không thể định lượng nhưng giúp xác định thiểu phát, đó là:
- Khi giá giảm liên tục và tăng trưởng GDP ở mức âm, nền kinh tế mới rơi vào tình trạng thiểu phát.
- Ngân hàng thương mại gặp khó khăn khi cho vay, đồng thời họ lại đặt ra lãi suất huy động tiết kiệm thấp - một tình trạng được coi là thị trường tiền tệ trì trệ. Tỷ lệ lạm phát thấp làm cho lãi suất thực tế trở nên cao, khiến các nhà đầu tư dè dặt đi vay ngân hàng. Ngân hàng ứ đọng tiền, nên giảm huy động tiết kiệm bằng cách hạ lãi suất huy động tiết kiệm.
- Sản xuất trở nên thiếu sôi động. Lạm phát thấp khiến cho tiền công thực tế cao hơn. Người lao động vì thế có thể giảm cung lao động và tăng thời gian nghỉ ngơi (xem thêm lý luận về đường cung lao động uốn ngược). Mặt khác, giá cả sản phẩm thấp làm giảm động lực sản xuất.

Thiểu phát đôi khi được coi là tình trạng trước giảm phát (một tình trạng trái ngược với lạm phát nhưng vẫn nguy hiểm đối với nền kinh tế).

## Nguyên nhân
- Nguy cơ thứ nhất có thể xuất phát từ việc áp dụng các giải pháp chống lạm phát quá liều, chẳng hạn như thắt chặt tiền tệ, tài khóa và hạn chế cầu quá mức.
- Thứ hai có thể là việc sử dụng các biện pháp ngăn ngừa lạm phát một cách quá cứng nhắc như trực tiếp kiểm soát giá của một số mặt hàng.
- Nguy cơ thứ ba thường đến từ những sai lầm trong điều hành vĩ mô[1]..

## Hậu quả
Hậu quả của thiểu phát nghiêm trọng không kém gì lạm phát.
- Ảnh hưởng tới lĩnh vực xuất khẩu vì các thị trường lớn đều tiết giảm nhu cầu.
- Sức tiêu thụ nội địa không tăng do luồng cung tiền tệ giảm, trong khi xuất khẩu kém. Nếu kịch bản xấu nhất xảy ra, hàng không thể xuất trong khi cầu nội địa giảm, hàng không tiêu thụ hết, giá cả sẽ giảm, sản xuất đình đốn.

## Một số tình huống thiểu phát ở Việt Nam
Năm 2008 đánh dấu một năm lạm phát cao, song chỉ đến đầu quý 3, do các biện pháp kiềm chế lạm phát quá mức, bắt đầu có nỗi lo thiểu phát và "Nhiều người lo ngại Việt Nam cũng đối mặt với nguy cơ tương tự, nhất là khi chỉ số giá tiêu dùng (CPI) tháng 10 giảm 0,19%. Đây là lần đầu tiên sau một năm rưỡi trở lại đây, CPI ở mức âm".